# Файзуллин, Ирек Энварович
Ире́к Энва́рович Файзу́ллин (род. 8 декабря 1962, Казань) — российский государственный и политический деятель. Министр строительства и жилищно-коммунального хозяйства Российской Федерации с 10 ноября 2020 года (и. о. 9—10 ноября 2020, 7—14 мая 2024). С 22 января по 10 ноября 2020 — первый заместитель министра строительства и жилищно-коммунального хозяйства Российской Федерации.
9 ноября 2020 года председатель Правительства Российской Федерации Михаил Мишустин предложил кандидатуру Ирека Файзуллина на должность министра строительства и жилищно-коммунального хозяйства Российской Федерации для утверждения депутатами Государственной Думы. Назначен на должность 10 ноября 2020 года.
С 2022 года находится под международными санкциями.

## Биография
- В 1985 году окончил Казанский инженерно-строительный институт по специальности «промышленное и гражданское строительство»; кандидат экономических наук; доцент.
- 1985—1989 — инженер, старший инженер кафедры металлических конструкций и испытания сооружений Казанского инженерно-строительного института.
- 1989—1993 — главный инженер, директор проектно-строительной организации «Татстройпроект».
- 1993—1995 — председатель правления АО «Татстройпроект».
- 1995—1997 — председатель правления ЗАО «Казстройдекор».
- 1997—2002 — первый заместитель начальника ГПРСО «Татавтодор».
- 2002—2005 — генеральный директор ГУП "Государственная головная территориальная проектно-изыскательская научно-производственная фирма «Татинвестгражданпроект».
- 2005—2010 — заместитель министра строительства, архитектуры и ЖКХ Республики Татарстан, главный архитектор Республики Татарстан, генеральный директор ГУП «Татинвестгражданпроект».
- 2010—2020 — министр строительства, архитектуры и ЖКХ Республики Татарстан, главный архитектор Республики Татарстан.
- 2020 г. — первый заместитель Министра строительства и жилищно-коммунального хозяйства Российской Федерации — заместитель председателя президиума (штаба) Правительственной комиссии по региональному развитию в Российской Федерации.

Указом президента Российской Федерации Ирек Файзуллин назначен на должность Министра строительства и жилищно-коммунального хозяйства Российской Федерации 10 ноября 2020 года.
Член Совета директоров ОАО «Российские железные дороги».
14 мая 2024 года указом президента России Владимира Путина назначен Министром строительства и жилищно-коммунального хозяйства Российской Федерации во втором Правительстве Михаила Мишустина.

## Международные санкции
Из-за поддержки российской агрессии и нарушения территориальной целостности Украины во время российско-украинской войны находится под персональными международными санкциями разных стран. С 28 февраля 2022 года находится под санкциями всех стран Европейского союза «за активную поддержку или осуществление действий или политики, которые подрывают или угрожают территориальной целостности, суверенитету и независимости Украины, а также стабильности и безопасности в Украине». С 9 мая 2022 года находится под санкциями Великобритании. С 2 июня 2022 года находится под санкциями Соединённых Штатов Америки. С 4 марта 2022 года находится под санкциями Швейцарии. С 1 июля 2022 года находится под санкциями Австралии. Указом президента Украины Владимира Зеленского от 9 июня 2022 года находится под санкциями Украины. С 28 сентября 2022 года находится под санкциями Новой Зеландии.

## Награды
- Медаль ордена «За заслуги перед Астраханской областью» (11 марта 2024) — за эффективное содействие социально-экономическому развитию Астраханской области
- Медаль «За особые заслуги перед Калужской областью» III степени (20 августа 2024) — за особые заслуги и высокие достижения, способствующие социально-экономическому развитию Калужской области
- Медаль «За вклад в социально-экономическое развитие Республики Дагестан» (13 сентября 2024) — за существенный вклад в развитие экономического потенциала Республики Дагестан и заслуги в государственной деятельности[10]
- Почётная грамота Правительства Российской Федерации (2 октября 2024) — за большой вклад в подготовку и проведение III Международного строительного чемпионата в г. Санкт-Петербурге в 2023 году[11]